# Wild Gannet
Die Wild Gannett war ein 1977 abgeliefertes Kühlschiff der Drammen Slip & Verksted in Drammen, Norwegen.

## Geschichte
Die Wild Garnett wurde am 2. April 1974 als Universalkühlschiff bestellt und von der norwegischen Werft Drammen Slip & Verksted in Norwegen gebaut. Am 4. Februar 1977 wurde sie an die brittische Linienreederei Federal Steam Navigation Company Ltd abgeliefert und mit der IMO Nr. 7411351 in der internationalen Kühlschifffahrt eingesetzt.
1981 wurde sie zur P&O Deep Sea Cargo Division transferiert. Die Wild Gannett wurde 1983 an Sembawang Reefer Lines in Singapur verkauft, auf den Namen Reefer Manggis umbenannt und 1986 an Sembawang Reefer Lines auf den Bahamas übergeben.
1990 wurde sie als Reefer Manggis an die Marine Liberation SA, Piraeus verkauft, in Ionic Reefer umbenannt und ab 1997 als Vergina Reefer unter einem anderen Management betrieben. Unter diesem Namen wurde sie zum Abbruch verkauft und ab 13. Juli 2002  in Aliağa abgewrackt.

## Beschreibung
Die Wild Garnett hatte mit einer Länge von 144,5 m, Breite von 18 m und 9 m Tiefgang eine Vermessung von 6935 BRZ und eine Tragfähigkeit von 9.590 tdw. Die vier Laderäume mit jeweils vier Decks ergaben 15 Kompartments und eine Kühlraumkapazität von rund 10.830 m³. Für den Ladungsumschlag in den Ladehäfen standen Seitentüren und in den Löschhäfen konnten die vier Kräne genutzt werden.
Die Ladungskühlanlage war für den Temperaturbereich von −30 °C bis 12 °C ausgelegt und hatte 8 Temperaturzonen, um Kühlgüter mit verschiedenen Temperaturen zu transportieren. Das vertikale Luftzirkulationssystem war für eine 90fache Luftumwälzung ausgelegt.
Der langsamlaufende Dieselmotor von Sulzer (Winterthur mit 8 Zylindern in Kreuzkopfbauart vom Typ 2 SCSA mit einer Nennleistung von 9700 kW) ermöglichte eine Nenngeschwindigkeit von 22,75 kn. Mit 19 kn lag der Tagesverbrauch bei 42 t Treibstoff.